# 정약대
정약대(鄭若大, ?~?)는 조선(고종)의 대금의 명인이다. 함제홍, 함재운, 최학봉과 더불어 조선 말기 젓대의 손꼽히는 거장이다. 정약대는 매일 인왕산에 올라가 대금 불기를 10년간이나 하루같이 했다 한다. 7 ~ 8분이 걸리는 ‘도드리’ 한 곡조가 끝나면 나막신에다 모래 한 알씩을 넣되, 이렇게 하루 종일 계속해서 나막신에 모래가 가득차야만 집으로 내려왔다는 이야기가 전해진다. 또한 하루는 나막신 속 모래알에서 풀이 피어났다는 이야기도 있다.